# Финале ОФК шампионата у фудбалу за жене 2022.
Финале ОФК шампионата у фудбалу за жене 2022. је била фудбалска утакмица одиграна 30. јула 2022. године на стадиону „Стадион АНЗ” („ХФК Банк”) у Суви, на Фиџију, како би се одлучио победник ОФК Купа нација за жене за 2022. годину. Утакмица је била између репрезентација Папуе Нове Гвинеје и домаћина Фиџија. 
За женску репрезентацију Папуе Нове Гвинеје, овај сусрет је био други наступ на финалу ОФК Купа нација и први од 2010. године, када су изгубиле од Новог Зеланда. Папуа Нова Гвинеја је била друга у два друга наврата на турнирима, последњи пут 2014.
За женску репрезентацију Фиџија, овај сусрет је уједно и њихов други наступ у финалу ОФК Купа нација и друго узастопно финале након што су играли у издању 2018, када су изгубили од Новог Зеланда.
Папуа Нова Гвинеја је победила у финалу 2 : 1 за своју прву титулу ОФК купа нација за жене. Победа је такође значила да су се квалификовале за ФИФА Светско првенство у фудбалу за жене 2023. међу конфедерацијским плеј-офом.

## Стадион
Финале је одржано на стадиону „ХФК Банк” у Суви на Фиџију, као и све остале утакмице на турниру. ХФК стадион је отворен 1951. године и од тада је два пута реновиран, а последњи од та два пута је био од 2012. до 2013. У власништву је владе града Сува. Стадион ХФК је дом мушке репрезентације Фиџија. Стадион је био домаћин финала ОФК Лиге шампиона 2015.

## Пут до финала
| Pos | Тим                  | О | Бод. |
| --- | -------------------- | - | ---- |
| 1   | Папуа Нова Гвинеја   | 2 | 6    |
| 2   | Француска Полинезија | 2 | 1    |
| 3   | Вануату              | 2 | 1    |

| Pos | Тим               | О | Бод. |
| --- | ----------------- | - | ---- |
| 1   | Фиџи              | 2 | 4    |
| 2   | Соломонова Острва | 2 | 2    |
| 3   | Нова Каледонија   | 2 | 1    |

## Утакмица

### Детаљи
| Папуа Нова Гвинеја                     | 2–1                            | Фиџи             |
| -------------------------------------- | ------------------------------ | ---------------- |
| - Меган Гунемба 17’ - Рамона Падио 28’ | Извештај (ФИФА) Извештај (ОФК) | - Кема Насау 42’ |

| Папуа Нова Гвинеја | Фиџи |

| Гол           | 1  | Фејт Касиреј      |  |     |
| Одб           | 2  | Лавина Хола       |  |     |
| Одб           | 3  | Маргрет Џозеф     |  |     |
| Одб           | 4  | Луси Маино        |  |     |
| Одб           | 5  | Оливија Упаупа    |  | 89’ |
| Сре           | 8  | Рајлин Бауелуа    |  |     |
| Сре           | 16 | Румона Морис      |  |     |
| Сре           | 10 | Чарли Јандинг     |  | 76’ |
| Сре           | 13 | Рамона Падио      |  |     |
| Сре           | 9  | Мари Кајпу        |  | 60’ |
| Нап           | 12 | Меган Гунемба (к) |  |     |
| Замене:       |    |                   |  |     |
| Нап           | 21 | Соња Ембахе       |  | 60’ |
| Нап           | 15 | Арнолда До        |  | 76’ |
| Одб           | 20 | Глорија Лејли     |  | 89’ |
| Селектор:     |    |                   |  |     |
| Никола Демејн |    |                   |  |     |

| Гол       | 1  | Серуваја Васуитога   |     | 29’ |
| Одб       | 13 | Вениана Ранади       |     |     |
| Одб       | 15 | Марија вероника      |     |     |
| Одб       | 4  | Мереони Тора         |     | 89’ |
| Одб       | 2  | Филомена Расеа       |     |     |
| Сре       | 11 | Јотивини Табуа       |     | 72’ |
| Сре       | 16 | Софи Дилајовај (к)   |     |     |
| Сре       | 7  | Колета Ликукулакула  |     | 88’ |
| Сре       | 6  | Кема Насау           |     |     |
| Сре       | 9  | Трина Дејвис         | 87’ |     |
| Нап       | 5  | Ваниша Кумар         |     |     |
| Замене:   |    |                      |     |     |
| Гол       | 23 | Селај Токоисува      |     | 29’ |
| Нап       | 10 | Луиса Таманитоакула  |     | 72’ |
| Нап       | 8  | Анасимеки Волитикоро |     | 88’ |
| Сре       | 3  | Ади Баканицева       |     | 89’ |
| Селектор: |    |                      |     |     |
| Лиса Кол  |    |                      |     |     |

| Играчица утакмице: Рамона Падио (Папуа Нова Гвинеја) Званичници Помоћне судије Марија Саламасина (Самоа) Хелоис Симонс (Нови Зеланд) Четврти судија: Делвин Џоел (Ванату) Пети судија: Лата Кауматуле(Тонга) | Правила - 90 минута - 30 минута додатног времена ако је потребно - Извођење једанаестераца ако су резултати и даље једнаки - Максимално дванаест именованих замена - Максимално пет замена, са шестом дозвољеном у продужецима |

### Статистика
| Статистика           | Папуа Нова Гвинеја | Фиџи |
| -------------------- | ------------------ | ---- |
| Постигнуто голова    | 2                  | 1    |
| Укупно шутева        | 5                  | 11   |
| Укупно шутева на гол | 2                  | 3    |
| Удараца са угла      | 6                  | 9    |
| Направљено фаулова   | 12                 | 6    |
| Офсајди              | 1                  | 0    |
| Жути картони         | 0                  | 1    |
| Црвени картони       | 0                  | 0    |

## Белешка
1. ↑  Сваком тимује дато право да изврши само три замене, уз четврту прилику у продужецима, искључујући замене извршене на полувремену, пре почетка продужетака и на полувремену у продужецима.